# Pteromalus macronychivorus
Pteromalus macronychivorus är en stekelart som beskrevs av Perez 1864. Pteromalus macronychivorus ingår i släktet Pteromalus och familjen puppglanssteklar. Inga underarter finns listade i Catalogue of Life.